# Hathui
Hathui, auch Hadwig, (* um 939; † 4. Juli 1014) war die erste Äbtissin des Klosters Gernrode am Nordrand des Harzes im Schwabengau.

## Leben
Hathuis Eltern waren Graf Wichmann I. (* um 900; † 23. April 944?) und eine noch nicht ermittelte Schwester von Königin Mathilde. Von der Forschung wurden Bia und auch Friderun ausgeschlossen und eine Perechtheid als mögliche Frau Wichmanns dargestellt. Hathui hatte mindestens zwei Geschwister: Wichmann II. (* um 930; † 22. September 967) und Ekbert der Einäugige (* um 932; † April 994). Möglicherweise gehörte auch der Bischof Brun I. von Verden zu ihren Brüdern.
952 heiratete Hathui den hoch in königlicher Gunst stehenden Sohn des Markgrafen Gero, Siegfried, der allerdings bereits an einem 24. Juni vor oder genau 959 oder 961 verstarb. Hathui nahm unmittelbar nach dem Tode ihres Mannes den Schleier und wurde auf Wunsch ihres Schwiegervaters von Otto I. als Äbtissin im Stift Gernrode eingesetzt. Auch Geros zweiter Sohn Gero war 959 bereits verstorben, so dass die markgräflichen Eigengüter dem Stift übertragen wurden. Papst Johannes XII. bestätigte die Einsetzung und stellte das Stift unter päpstlichen Schutz. Hathui wurde im Jahr 962 vom Halberstädter Bischof Bernhard von Hadmersleben geweiht. Sie leitete das Stift 55 Jahre. Hathui hatte auch das Äbtissinnenamt im Stift Vreden inne, wo mit Wichmann III. ihr Neffe die Vogteirechte ausübte.

## Legende
Hathui soll am Heiligen Teich südlich von Gernrode Kranke gepflegt und geheilt haben. Nach ihrem Tod im Jahr 1014 habe sich das Wasser des Teichs zunächst blutrot und dann leuchtend grün gefärbt, bis es dann wieder seine normale Farbe annahm.